# 镇溪 (阿拉巴马州)
镇溪（英語：Town Creek），是美国阿拉巴马州下属的一座城市。面积约为2.68平方英里（约合6.94平方公里）。根据2010年美国人口普查，该市有人口1,100人，人口密度为410.29/平方英里（约合158.5/平方公里）。